# Nyikolaj Alekszandrovics Romanov orosz nagyherceg
Nyikolaj Alekszandrovics (oroszul: Вели́кий князь Николай Александрович Романов; Szentpétervár, 1843. szeptember 20. – Nizza, 1865. április 24.) orosz nagyherceg és trónörökös. II. Sándor cár idősebb fiaként az Orosz Birodalom trónörököse volt 1855 márciusától 1865. április 24-én, betegség miatt bekövetkezett korai haláláig. Nyikolaj Alekszandrovics halálos ágyán tett végakarata után jegyese, Dániai Dagmár végül öccsével, a későbbi III. Sándor cárral kötött házasságot.

## Élete

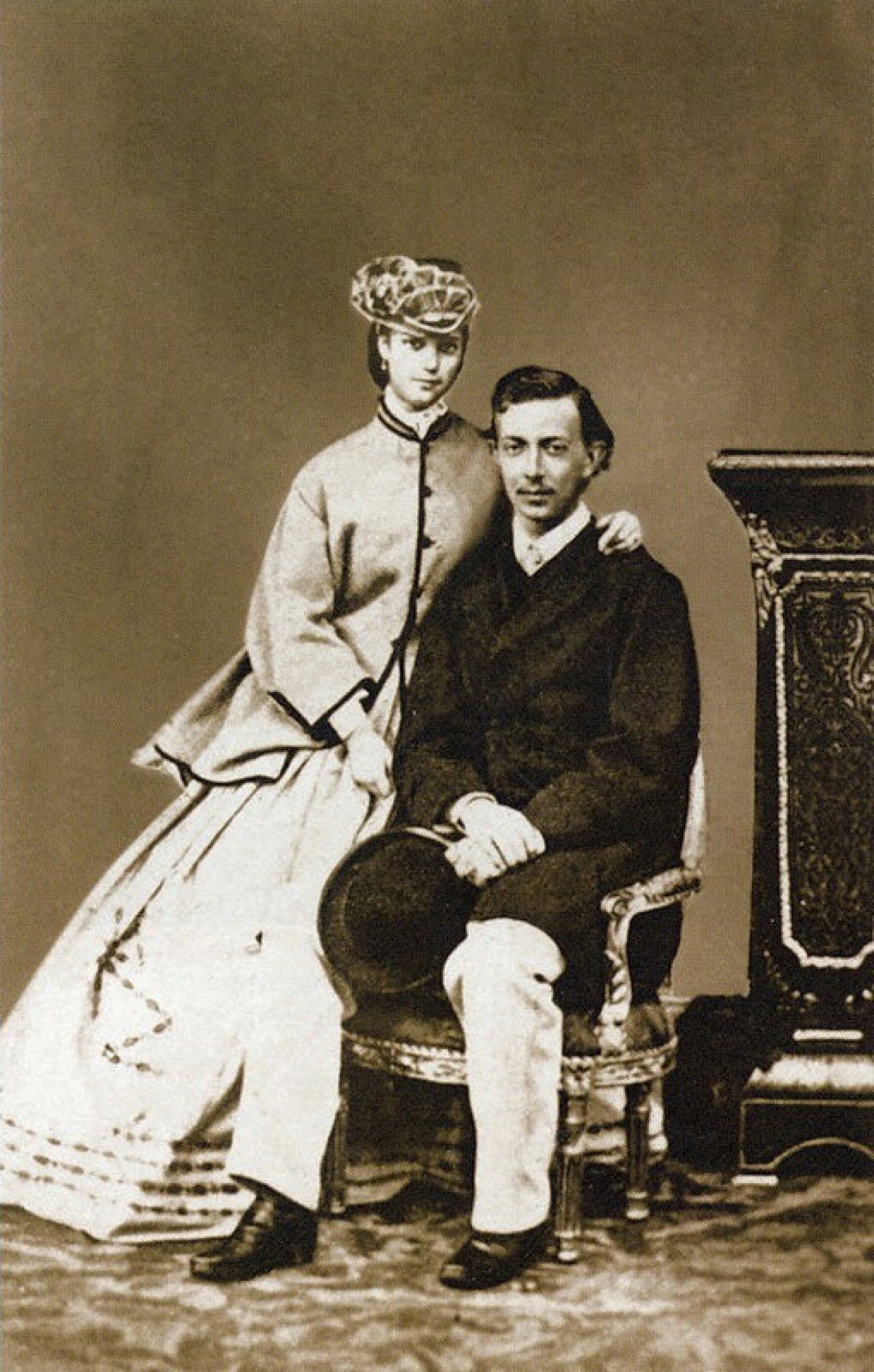
Nyikolaj nagyherceg és Dagmar hercegnő eljegyzési fényképe (1864)

Nyikolaj Alekszandrovics nagyherceg 1843 szeptemberében jött világra II. Sándor cár és Mária hesseni hercegnő második gyermekeként, illetve első fiaként. Beceneve a családban Niksza volt. Egyetlen nénje, Alekszandra Alekszandrovna nagyhercegnő meghalt, mikor Nyikolaj nagyherceg még csak hatéves volt.
A legkiválóbb tanítók oktatták abban a szellemben, hogy egy nap majd ő lesz Oroszország cárja. A korabeli források intelligens, széles látókörű fiatalemberként írják le, aki rendkívüli módon rajongott a fényképészetért. Már gyermekként is nagyon komolyan vette a kötelességeit, a cári udvarban tizenhárom éves korától kezdve látta el trónörökösi feladatait. Édesanyja és fiatalabb testvérei gyakran utaztak külföldre a cárné gyenge egészsége miatt, ezekre az utakra a nagyherceg azonban nem tarthatott családjával. Később, tizenhat éves kora körül európai tanulmányútra küldték, hogy megismerkedjék a külföldi országok uralkodóival, kultúrájával és életkörülményeivel.
Nyikolaj Alekszandrovics 1860-ban látta meg egy fényképen Dagmar dán királyi hercegnőt. A nagyherceg beleszeretett a dán hercegnőbe, és szilárd elhatározása volt, hogy egy napon majd őt fogja elvenni feleségül. Legidősebb fiúgyermekként szülei engedékenyek voltak Nyikolaj nagyherceggel szemben, így II. Sándor cár beleegyezett fia választásába. A trónörökös 1864 nyarán utazott a dániai Fredensborg városába, hogy találkozzék Dagmar hercegnővel. Nyikolaj Alekszandrovics nagyon izgatottan várta a találkozást, erről tanúskodik édesanyjának írt levele is: „Úgy érkeztem oda, mintha lázas lennék. Nem tudom elmondani, hogy mi történt velem, amikor Fredensborg felé tartottunk, és végül megláttam az én édes Dagmaromat. Hogyan is írhatnám le? Annyira szép, egyenes, értelmes, eleven, és mégis félénk. A valóságban még szebb, mint a felvételeken, amit mostanáig láthattunk.”
Dagmar hercegnő igennel felelt a nagyhercegnek. Az eljegyzést 1864 szeptemberében jelentették be. A hír, hogy a trónörökös dán hercegnőt választott, elégedettséggel töltötte el azokat az oroszokat, akik a szláv ideológia jegyében ellenezték a legtöbb nagyherceg német hercegnőkkel való házasságát.
Az eljegyzést követően a nagyherceg visszatért Olaszországba, itt szakította félbe ugyanis európai tanulmányi útját a leánykérés kedvéért.  Firenzében a nagyherceget már heves hátfájdalmak gyötörték, így ágyba kényszerült, és az olasz orvosok gerinctályog-kezelést hajtottak végre rajta. Hat hét múlva átszállították Nizzába, ahol édesanyja a telet töltötte. A francia orvosok szerint az olaszok által felírt diagnózis téves volt, ők reumával kezelték a trónörököst. Gerincmasszázst írtak elő számára, melynek révén a fertőzés átterjedt a környező szövetekre, végül az agyra. Állapota rohamosan romlott, a cári család egésze Franciaországba utazott a nagyherceg betegágyához. 1865. április 24-én hunyt el, feltehetően a hosszú fekvés miatt kialakult gümőkórban. Egyik utolsó kívánsága az volt, hogy Dagmar hercegnő menjen hozzá legidősebb öccséhez, Alekszandr Alekszandr nagyherceghez. Haláláról így írt oktatóinak egyike: „Ez a fiatalember testesítette meg a reményt, amiben több millió bátor ember is hitt. Ő volt a számunkra fontos kedvesség és szentség szimbóluma”.

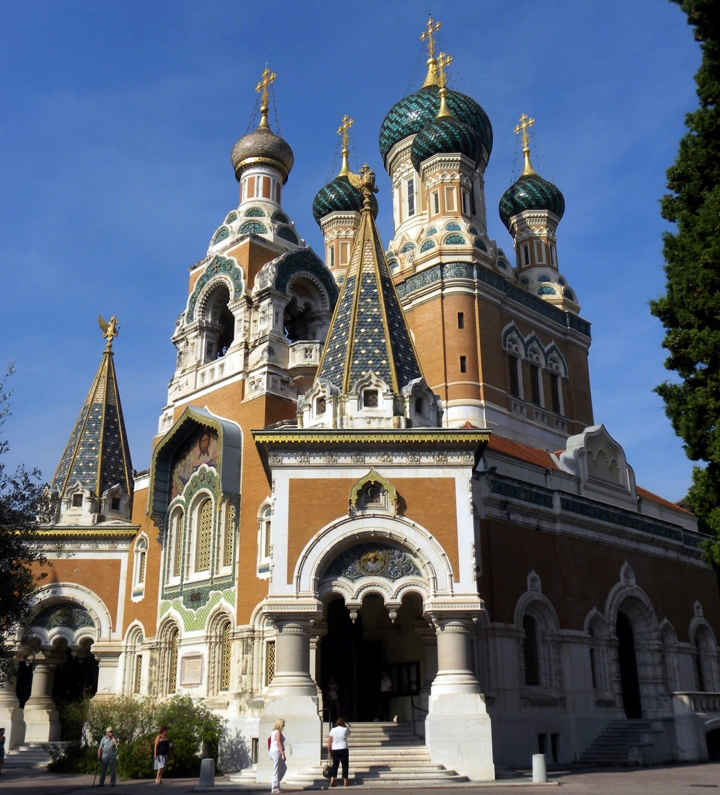
A nizzai Cathédrale Saint-Nicolas

Szobáját szülei az emlékének szentelték; emellett halála színhelyén egy orosz ortodox kápolnát építettek. A kápolna 1903-ban kibővítés alá került, 1913-ban nyitotta meg újra kapuit, immár katedrálisként. A templom körül egy park terül el, melyhez a boulevard Tzaréwitch sétány vezet.